# Фирстенау
Фирстенау (њем. Fürstenau) град је у њемачкој савезној држави Доња Саксонија. Једно је од 34 општинска средишта округа Оснабрик. Према процјени из 2010. у граду је живјело 9.812 становника. Посједује регионалну шифру (AGS) 3459017.

## Географски и демографски подаци
Фирстенау се налази у савезној држави Доња Саксонија у округу Оснабрик. Град се налази на надморској висини од 52 метра. Површина општине износи 78,6 km². У самом граду је, према процјени из 2010. године, живјело 9.812 становника. Просјечна густина становништва износи 125 становника/km².

## Међународна сарадња
| Мјесто | Држава    | Врста сарадње | Од    |
| ------ | --------- | ------------- | ----- |
| Рурло  | Холандија | партнерство   | 1979. |
| Извор  |           |               |       |